# Marcel Spatari
Marcel Spatari (n. 13 august 1981, Chișinău, RSS Moldovenească, URSS) este un politician moldovean care a deținut funcția de ministru al muncii și protecției sociale al Republicii Moldova în Guvernul Natalia Gavrilița.

## Studii
Spatari a obținut în 2013 o diplomă de licență la Universitatea de Stat din Moldova, facultatea Relatii Internaționale, Științe Politice și Administrative. A făcut studii de masterat la Colegiul Europei (Studii Europene) și la Universitatea din Nantes (Administrarea Afacerilor).

## Carieră
În 2010, Spatari a devenit director general al Syndex România, organizație membră a grupului francez de consultanță în domeniul protecției salariaților Syndex. A scris articole și studii referitoare la situația salariaților, dialogul social, piața muncii, salariul minim, impactul COVID-19 asupra salariaților și al pieței muncii etc.
Este fondator și președinte de onoare al clubului de jocuri intelectuale „Ce, Unde, Când” (CUC) din Republica Moldova.